# Microhomology-mediated End-Joining

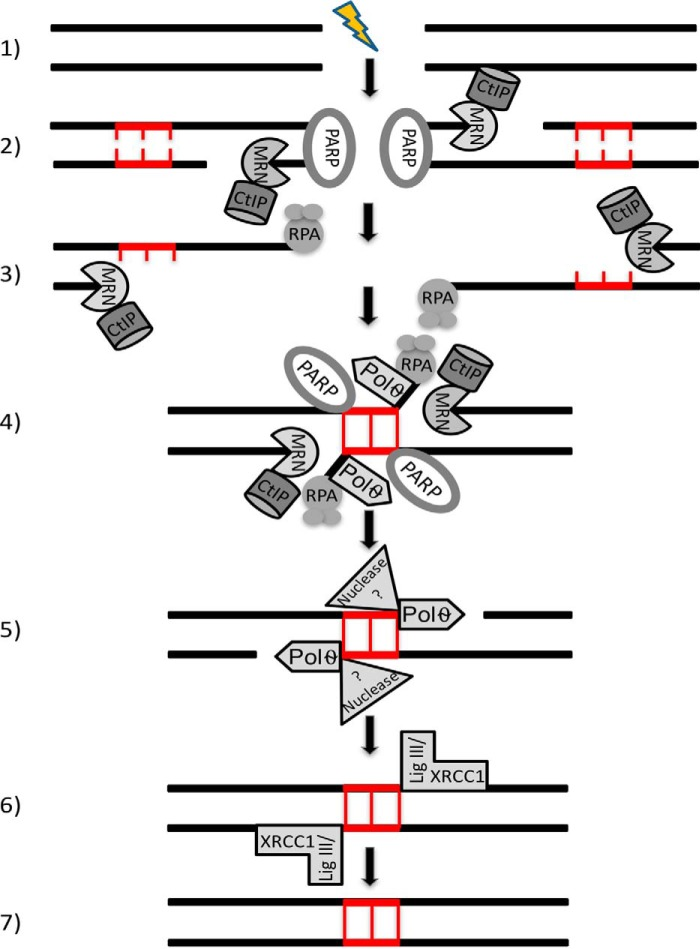
Ablauf des alternative End-Joining

Microhomology-mediated End-Joining (‚Mikrohomologie-vermittelte Endverknüpfung‘, MMEJ, auch Alternative End-Joining, alt-End joining, aEJ, ‚Alternative Endverknüpfung‘) bezeichnet einen Mechanismus der DNA-Reparatur von DNA-Schäden, welcher Doppelstrangbrüche von DNA repariert.

## Eigenschaften
Das Microhomology-mediated End-Joining repariert Doppelstrangbrüche in der S-Phase des Zellzyklus. Im Vergleich zu den anderen Reparaturmechanismen für Doppelstrangbrüche wie Homology-directed Repair (HDR) und Non-homologous End-Joining (NHEJ) ist MMEJ ungenau. Ungenaue DNA-Reparatur ist an der Entstehung von Krebs beteiligt. Daneben ist MMEJ bei der Immunantwort vor allem beim Klassenwechsel und in geringerem Umfang als die NHEJ am V(D)J-Rekombination beteiligt.